# Fritz Jean

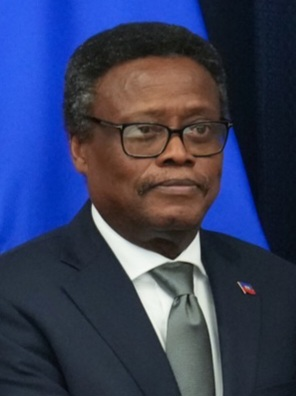
Fritz Jean, 2025

Fritz Alphonse Jean (* 22. April 1956 in Cap-Haïtien) ist ein haitianischer Ökonom, Autor sowie Politiker. Er gehört der Partei INITE an. Er war von 1998 bis 2001 Gouverneur der Banque de la République d'Haïti tätig war. Seit 2012 war er Generalsekretär der Industrie- und Handelskammer von Nord-Est und gehörte dem nationalen Gedenkkomitee zum 100-jährigen Jubiläum der Besetzung Haitis durch die Vereinigten Staaten an.

## Leben und Wirken
Fritz Jean wurde 1956 in Cap-Haïtien geboren und stammt aus der nahe gelegenen Gemeinde Sainte-Suzanne, in der er als Kind viele Sommer verbrachte und zu der er eine enge Beziehung pflegt. Er studierte an der Fordham University und der New School for Social Research Wirtschaftswissenschaft und Mathematik. Danach kehrte er nach Haiti zurück, um seine berufliche Laufbahn fortzusetzen. Zwischen 1987 und 1991 war der Haitianer an der Université d’État d’Haïti (UEH) in Port-au-Prince als Hochschullehrer aktiv, bevor er sich auf eine allgemein-wirtschaftliche Beratungstätigkeit im öffentlichen und privaten Sektor Haitis verlegte.
1996 wurde er zum Vize-Gouverneur der Banque de la République d'Haïti ernannt. Dieses Amt hatte er zwei Jahre inne. Im Februar 1998 wurde er unter der Regierung von René Préval zum Gouverneur der haitianischen Zentralbank ernannt, wo er bis August 2001 im Amt blieb. Von 2005 bis 2009, war er Dekan der Fakultät für Sozial-, Wirtschafts- und Politikwissenschaften an der Université Notre Dame d'Haïti. Da ihm die Zukunft der haitianischen Jugend am Herzen liegt, war Jean in den Jahren 2007 bis 2010 auch Präsident des YMCA-Haiti. Jean spricht fließend Haitianisch-Kreolisch, Französisch und Englisch.
Weiterhin ist er Gründungsmitglied der haitianischen Börse. Am 26. Februar 2016 wurde er zum Premierminister von Haiti ernannt. Am 20. März 2016 lehnte die Abgeordnetenkammer des haitianischen Parlaments die Politik von Fritz Jean ab. Die Mehrheit der Abgeordneten sprach ihm nicht das Vertrauen aus. Am nächsten Tag wurde Enex Jean-Charles als Nachfolger von Fritz Jean zum neuen Premierminister von Haiti gewählt.
Als Mitglied des präsidentiellen Übergangsrats übernahm er am 7. März 2025 turnusmäßig dessen Vorsitz von Leslie Voltaire und wurde damit faktisch Staatsoberhaupt Haitis.
Er hat drei Kinder namens Isabelle, Sarah und Sebastien.

## Werke
- Jean, Fritz (September 2005). Améthys – Plaies Ouvertes. Port-au-Prince: Imprimerie H. Deschamps, ISBN 99935-2-902-8
- Jean, Fritz (Mai 2013). Haïti – la fin d'une histoire économique. Port-au-Prince, ISBN 978-99970-4-089-3